# Wolfram Demonstrations Project
Wolfram Demonstrations Project est une collection organisée et open-source de programmes interactifs de petite taille (ou de taille moyenne), appelés « Démonstrations ». Ces programmes sont destinés à représenter visuellement et de manière interactive des idées provenant d'un large éventail de domaines. Hébergé par Wolfram Research, dans le but de faire découvrir l'exploration informatique au plus grand nombre possible de personnes, le site contenait 1 300 démonstrations lors de son lancement, mais il est passé à plus de 10 000. Il a remporté un prix décerné par le Parents' Choice Award en 2008.

## Technologie
Les démonstrations s'exécutent dans Mathematica 6 ou version supérieure et dans le lecteur CDF de Wolfram qui est une version modifiée et gratuite de Mathematica. Elles sont disponibles sous Windows, Linux et Macintosh et peuvent fonctionner comme un plugin de navigateur Web.
Elles consistent généralement en une interface utilisateur très directe vers un graphique ou une visualisation. Cette interface recalcule dynamiquement en réponse aux actions de l'utilisateur telles que le déplacement d'un curseur, le clic sur un bouton ou le glissement d'un élément graphique. Chaque démonstration comporte également une brève description du concept.
Les démonstrations sont désormais facilement intégrables dans n'importe quel site web ou blog. Chaque page de démonstration comprend un extrait de code JavaScript dans la section « Partager » de la barre latérale.

## Thèmes
Le site est organisé par thèmes: par exemple, les sciences, les mathématiques, l'informatique, l'art, la biologie et la finance. Ils couvrent une variété de niveaux, des mathématiques de l'école primaire à des sujets beaucoup plus avancés comme la mécanique quantique et les modèles d'organismes biologiques. Le site s'adresse à la fois aux professeurs et aux étudiants, ainsi qu'aux chercheurs qui souhaitent présenter leurs idées au plus large public possible.

## Processus
L'équipe de Wolfram Research organise et édite les démonstrations. Celles-ci peuvent être créées par n'importe quel utilisateur de Mathematica, puis librement publiées et librement téléchargées. Les démonstrations sont en open-source, ce qui signifie qu'elles ne se contentent pas de démontrer le concept lui-même, mais qu'elles montrent également comment le mettre en œuvre. 